# Grobnica narodnih herojev, Ljubljana
Gróbnica národnih herójev v Ljubljani je spomenik, grobnica in nagrobnik, posvečen padlim narodnim herojem NOB in nekaj po vojni umrlim herojem. Postavili so ga leta 1949. Leta 1983 je bila grobnica razglašena za kulturni spomenik.
Stoji na Trgu narodnih herojev, ob zgradbi Državnega zbora. Grobnica je pod zemljo, ob njej je spomenik v obliki sarkofaga z reliefi. Je v senci dreves na zahodni strani zgradbe državnega zbora, v parku pred Narodnim muzejem Slovenije.
Umetniška avtorja grobnice sta arhitekt Edo Mihevc in kipar Boris Kalin. Na zahodni in vzhodni stranici sarkofaga sta bronasta reliefa s prizori iz narodno osvobodilnega boja. Kasneje so grobnico dopolnjevali in ob zadnji prenovi dvignili sarkofag na granitni podstavek.

## Napis
Domoljubni napis na zgornjem robu je leta 1948 na Mihevčevo pobudo sestavil Oton Župančič.
Domovina je ena nam vsem dodeljena, in eno življenje in ena smrt.
Svobodi udani za borbo smo zbrani, in kaj je življenje in kaj je smrt?
Bodočnost je vera, kdor zanjo umira, se vzdigne v življenje, ko pade v smrt.

## Pokopani
Večina v grobnici pokopanih je zavzemala vidne položaje v NOB in/ali v povojnem političnem življenju Slovenije in Jugoslavije. 
Politični voditelji so bili: Tone Tomšič (†1942), Miha Marinko, Edvard Kardelj, Boris Kidrič in Dušan Kveder, vojaški voditelji pa Franc Rozman-Stane, Ljubo Šercer, Janko Premrl-Vojko, Milovan Šaranović ter Dragan Jevtić (vsi padli med NOB) in Stane Semič-Daki ter Dušan Kveder-Tomaž. 
Pokopani heroji, ki so bili počaščeni že med NOB s poimenovanjem partizanskih enot (brigad), so Tone Tomšič, Slavko Šlander, Miloš Zidanšek, Ljubo Šercer in Janko Premrl-Vojko (glej Slovenske partizanske brigade).
Tiste, katerih imena so bila prvotno vklesana na severni in južni strani sarkofaga, so v grobnico slovesno pokopali 24. aprila 1949.

### Zapisani nasevernistrani sarkofaga
- Tone Tomšič (* 9. junij 1910, † 21. maj 1942) (ustreljen kot talec)
- Slavko Šlander (* 20. junij 1909, † 24. avgust 1941) (ustreljen kot talec)
- Miloš Zidanšek (* 12. september 1909, † 6. februar 1942) (padel v boju)
- Franc Rozman - Stane (* 27. marec 1912, † 7. november 1944) (umrl v nesreči)
- Ivan Kavčič - Nande (* 14. december 1913, † 30. julij 1943) (padel v boju skupaj s Šaranovićem in Jevtićem)

### Zapisani najužnistrani sarkofaga
- Milovan Šaranović (* 20. november 1913, † 30. julij 1943) (padel v boju skupaj z Jevtićem in Kavčičem)
- Dragan Jevtić (* 1914, † 30. julij 1943) (padel v boju skupaj s Šaranovićem in Kavčičem)
- Ljubo Šercer (* 1. avgust 1915, † 22. december 1941) (padel v boju)
- Janko Premrl - Vojko (* 29. februar 1920, † 26. februar 1943) (padel v boju)
- Majda Šilc (* 17. marec 1923, † 14. julij 1944) (padla v boju)
- Boris Kidrič (dodano naknadno) (* 10. april 1912, † 11. april 1953)
- Dušan Kveder - Tomaž (dodano naknadno) (* 9. april 1915, † 12. marec 1966)
- Vinko Simončič - Gašper (dodano naknadno) (* 1914, † 8. november 1944) (padel v boju)

### Zapisandodatnonavzhodnistrani pod sarkofagom
- Edvard Kardelj - Krištof (* 27. januar 1910, † 10. februar 1979)

### Zapisanadodatnonazahodnistrani pod sarkofagom
- Miha Marinko (* 8. september 1900, † 19. avgust 1983)
- Stane Semič - Daki (* 13. november 1915, † 1. september, 1985)

## Kritike in politična obračunavanja
Posvetilni napis na Spomeniku žrtvam vseh vojn, ki je bil postavljen 2013, je prevzel besedilo Župančičevih verzov iz grobnice herojev, čemur so nekateri potomci Otona Župančiča in politiki goreče nasprotovali in označevali za zlorabo.
Politični pol, ki nasprotuje zgodovinskim ostankom komunizma, je po letu 1991 večkrat namignil na vprašljive vrednote nekaterih pokopanih in postavljal pod vprašaj upravičenost njihovega mesta v Grobnici narodnih herojev, postavljeni v center glavnega mesta, takoj ob hramu demokracije, nekateri so neimenovane označili za množične morilce in težke zločince.